# Roy Mitchell
Roy Robert Mitchell (* 1. Januar 1955 in Jamaika) ist ein ehemaliger britischer Weitspringer jamaikanischer Herkunft.
Bei den Olympischen Spielen 1976 in Montreal schied er in der Qualifikation aus.
1978 siegte er für England startend bei den Commonwealth Games in Edmonton. Bei den Leichtathletik-Europameisterschaften in Prag wurde er Siebter.
1976 und 1978 wurde er Englischer Meister im Freien, 1976 in der Halle. 1980 wurde er Britischer Meister.

## Bestleistungen
- Weitsprung: 8,08 m, 27. September 1980, Peking
  - Halle: 7,69 m, 24. Januar 1976, Cosford